# Hosakere, Madhugiri
Hosakere là một làng thuộc tehsil Madhugiri, huyện Tumkur, bang Karnataka, Ấn Độ.